# Condado de Lapeer
O Condado de Lapeer é um dos 88 condados do estado americano de Michigan. A sede do condado é Lapeer, e sua maior cidade é Lapeer.
O condado possui uma área de 1 717 km² (dos quais 23 km² estão cobertos por água), uma população de 87 904 habitantes, e uma densidade populacional de 52 hab/km² (segundo o censo nacional de 2000).